# 시즈오카 공항
시즈오카 공항(일본어: 静岡空港, 영어: Shizuoka Airport, IATA: FSZ, ICAO: RJNS)은 일본 시즈오카현 시마다시와 마키노하라시에 걸쳐 있는 공항으로 2009년 6월 4일에 개항했으며 시즈오카현의 상징인 후지산을 연계시켜 후지산 시즈오카 공항이라는 이름으로 부르기도 하며 시즈오카시에서 약 27km, 하마마쓰시에서 약 45km 떨어진 곳에 있다.

## 운항 노선

### 국제선
| 항공사               | 목적지       |
| -------------------- | ------------ |
| 제주항공             | 서울(인천)   |
| 중국동방항공         | 상하이(푸둥) |
| 홍콩 익스프레스 항공 | 홍콩(첵랍콕) |

### 국내선
| 항공사        | 목적지                             |
| ------------- | ---------------------------------- |
| ANA 윙스      | 삿포로, 오키나와                   |
| 후지드림 항공 | 가고시마, 후쿠오카, 삿포로, 이즈모 |